# بدر النخلي
 بدر بن جميل الصاوي النخلي هو لاعب كرة قدم سعودي يلعب في مركز الدفاع في نادي الثقبة.

## الإنجازات
1- نادي النصر

• كاس الأمير فيصل بن فهد الاولمبي 2008

2- نادي الفتح
- دوري المحترفين السعودي: 2012–13
- كأس السوبر السعودي: 2013

3- نادي الاتحاد
- كأس ولي العهد السعودي: 2016–17
- كأس خادم الحرمين الشريفين: 2018

4 - نادي الخليج
• بطولة دوري يلو للدرجه الاولى السعودي 2021-
2022

## روابط خارجية
- بدر النخلي على موقع قاعدة بيانات كرة القدم.إي يو (الإنجليزية)
- بدر النخلي على موقع Soccerway.com (الإنجليزية)